# دمناره (تاجیکستان)
دِه‌مَناره یا دمناره (به لاتین: Demnora) یک منطقهٔ مسکونی در تاجیکستان است که در ولایت سغد واقع شده‌است.